# Сен-Совёр-Лаланд
Сен-Совёр-Лала́нд (фр. Saint-Sauveur-Lalande) — коммуна во Франции, находится в регионе Аквитания. Департамент — Дордонь. Входит в состав кантона Монпон-Менестероль. Округ коммуны — Перигё.
Код INSEE коммуны — 24500.

## География

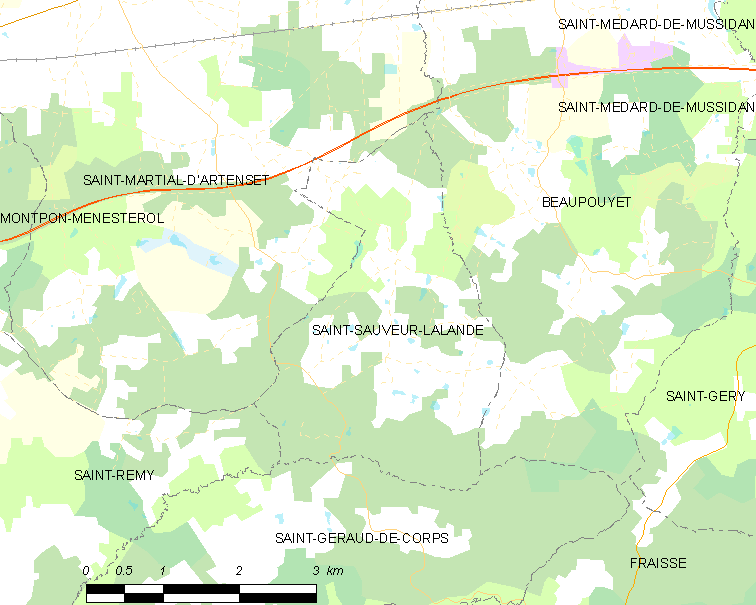
Карта коммуны

Коммуна расположена приблизительно в 460 км к югу от Парижа, в 70 км восточнее Бордо, в 45 км к юго-западу от Перигё.

### Климат
Климат умеренный океанический со средним уровнем осадков, которые выпадают преимущественно зимой. Лето здесь долгое и тёплое, однако также довольно влажное, здесь не бывает регулярных периодов летней засухи. Средняя температура января — 5 °C, июля — 18 °C. Изредка вследствие стечения неблагоприятных погодных условий может наблюдаться непродолжительная засуха или случаются поздние заморозки. Климат меняется очень часто, как в течение сезона, так и год от года.

## Население
Население коммуны на 2010 год составляло 139 человек.
| 1962 | 1968 | 1975 | 1982 | 1990 | 1999 | 2010 |
| ---- | ---- | ---- | ---- | ---- | ---- | ---- |
| 148  | 146  | 136  | 121  | 129  | 116  | 139  |

## Администрация
| Период | Период | Фамилия         | Партия       | Примечания        |
| ------ | ------ | --------------- | ------------ | ----------------- |
| 2001   | 2014   | Норбер Лолане   | беспартийный | фермер, пенсионер |
| 2014   | 2020   | Жан-Марк Лолане |              |                   |

## Экономика
В 2010 году среди 78 человек трудоспособного возраста (15-64 лет) 62 были экономически активными, 16 — неактивными (показатель активности — 79,5 %, в 1999 году было 78,9 %). Из 62 активных жителей работали 54 человека (31 мужчина и 23 женщины), безработных было 8 (3 мужчин и 5 женщин). Среди 16 неактивных 2 человека были учениками или студентами, 11 — пенсионерами, 3 были неактивными по другим причинам.

## Фотогалерея

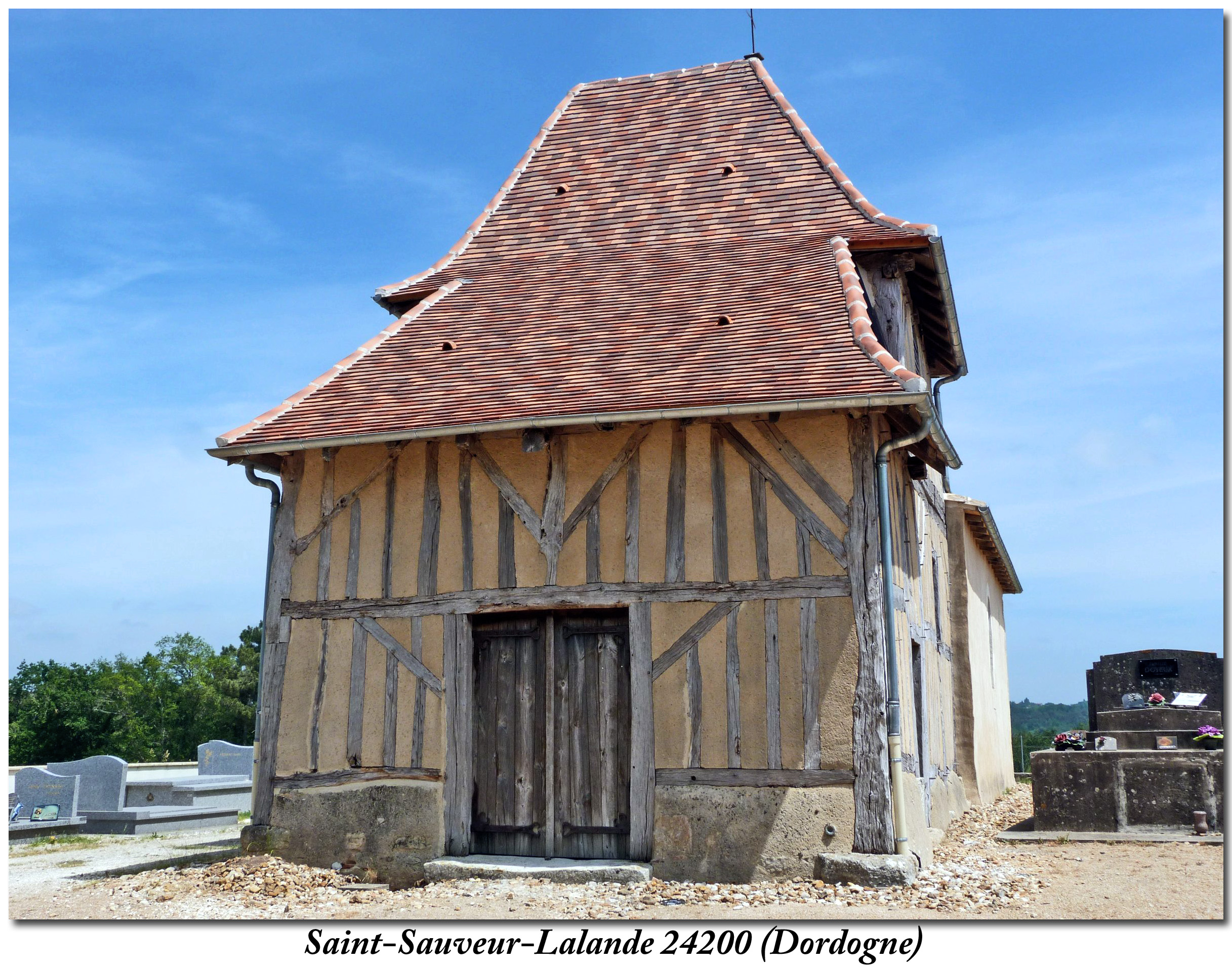
Церковь Преображения Господня
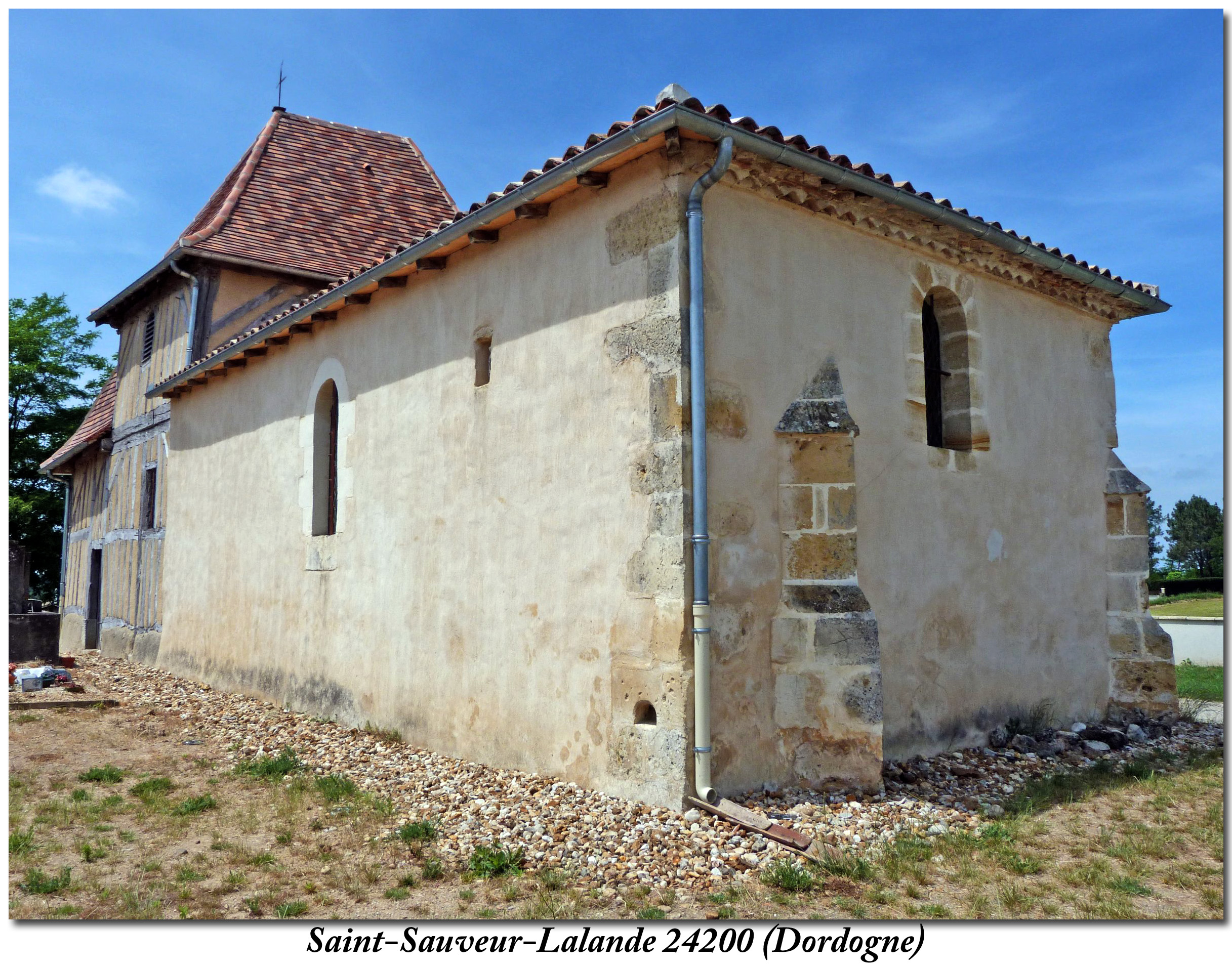
Церковь Преображения Господня
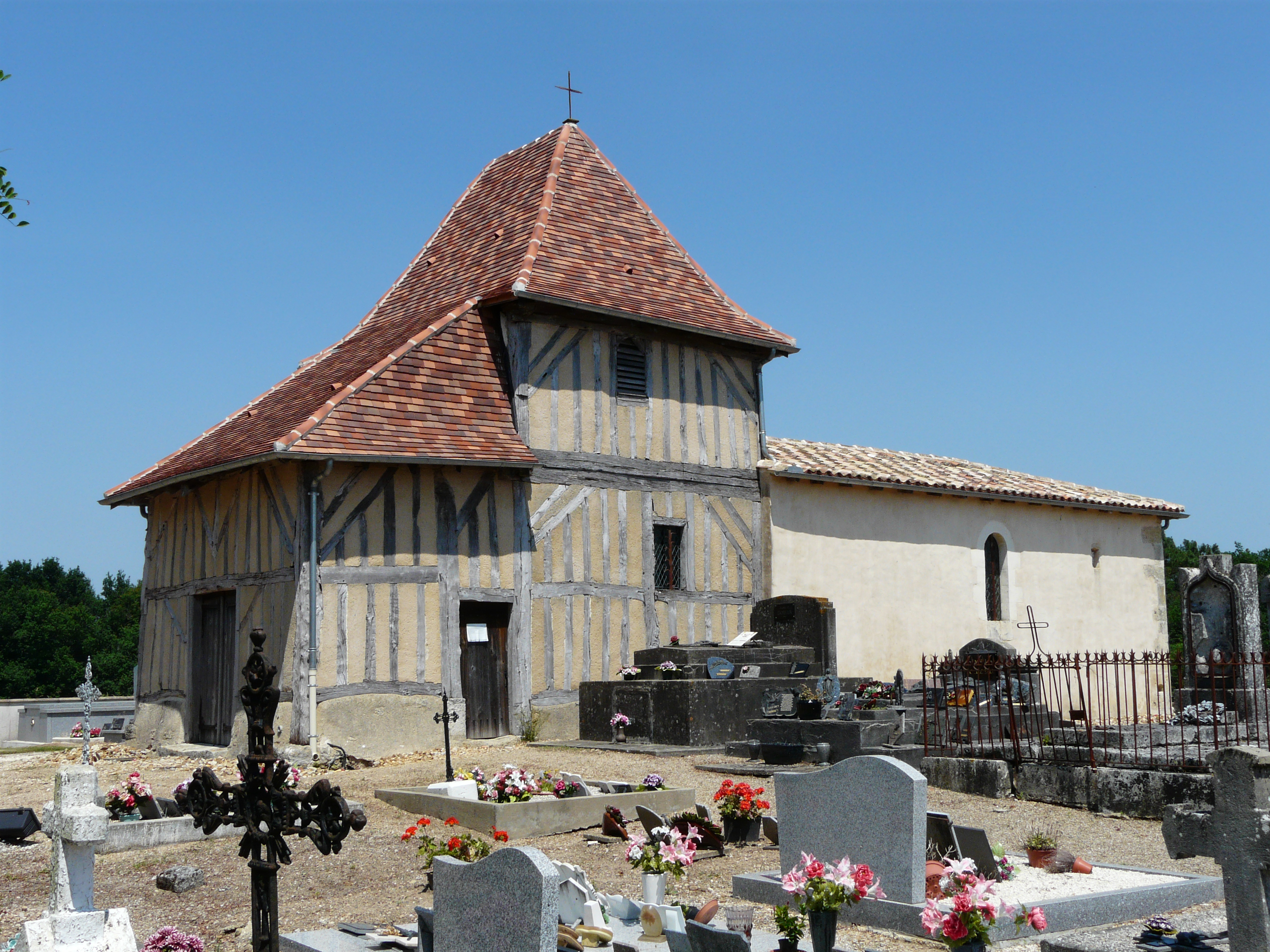
Церковь Преображения Господня